# バラーディリ
バラーディリ（イタリア語: Baradili）は、イタリア共和国サルデーニャ自治州オリスターノ県にある、人口約100人の基礎自治体（コムーネ）。

## 地理

### 位置・広がり

#### 隣接コムーネ
隣接するコムーネは以下の通り。括弧内のSUは南サルデーニャ県所属を示す。
- バレッサ
- ジェヌーリ (SU)
- ゴンノズノ
- シーニ
- トゥッリ (SU)
- ウッサラマンナ (SU)